# Carlos Vergara Cailleaux
Carlos Vergara Cailleaux (Getafe, 7 de gener de 1854 - 6 de novembre de 1929) va ser un advocat i polític espanyol, ministre d'Hisenda.

## Biografia
Natural de Getafe, va estudiar a l'Institut San Isidro de Madrid i es llicencià en dret civil i canònic a la Universitat Central de Madrid. Va decidir fer carrera a l'administració i el 1875 assolí la plaça d'oficial lletrat de tercera de la Hisenda Pública. El 1882 ingressà al Cos d'Advocats de l'Estat i després de diversos ascensos el 1909 arriba a Inspector General d'Hisenda Pública i el 1911 a Interventor central d'Hisenda. Així el 1914 fou nomenat Director General de Classes Passives i magistrat del Tribunal Suprem d'Espanya (sala del contenciós-administratiu).
Com que el 1923 fou ascendit a subsecretari, el general Primo de Rivera el nomenà encarregat del Ministeri d'Hisenda durant el Directori Militar, entre el 21 de desembre de 1923 i el 25 de febrer de 1924. Cap al febrer de 1924 fou nomenat aleshores governador del Banc d'Espanya, càrrec que va ocupar fins a octubre de 1929. Fou nomenat membre de l'Assemblea Nacional Consultiva en 1927 com a representant per dret propi.